# Eurysops similis
Eurysops similis är en skalbaggsart som beskrevs av Stefan von Breuning 1937. Eurysops similis ingår i släktet Eurysops och familjen långhorningar. Inga underarter finns listade i Catalogue of Life.